# Monte de Valdelatas
El Monte de Valdelatas (también conocida como Dehesa de Valdelatas) es un área forestal de la Comunidad de Madrid situada en los municipios de Madrid y Alcobendas. Considerado como la continuación natural del Monte de El Pardo, cuenta con una superficie de 290 hectáreas, de las cuales 89 pertenecen al término municipal de Alcobendas y el resto a Madrid.
El monte de Valdelatas está  catalogado como Monte Preservado según la Ley 16/1995 de la Comunidad de Madrid. Es también una zona periférica de protección del Parque Regional de la Cuenca Alta del Manzanares, por lo que se prohíbe la caza en cualquier época del año, así como la recogida de flora y la circulación de vehículos a motor.
Tiene una altitud media de 700 metros sobre el nivel del mar y un suave relieve, que tiene origen en las arenas depositadas en su subsuelo tras la meteorización sufrida por las rocas de la sierra de Guadarrama y su posterior arrastre.

## Historia
La denominación de Valdelatas es mencionada en 1579 en las denominadas Relaciones de los Pueblos de España ordenadas por Felipe II, aunque las referencias medievales en una sentencia de Sancho IV (1287) a Monte-Negriello y en el Libro de la montería de Alfonso XI a los Mornegriellos (1350) se identifican con el monte de Valdelatas. Antiguamente un monte de encinar, durante la Guerra Civil se perdió la mayor parte de dicha masa forestal, que en la actualidad se compone de pinares de forma dominante, con restos de encinar en recuperación y especies riparias.
En marzo del año 2019 se fundó el núcleo de lo que iba a constituir el gran complejo cabañístico Phronesis Domínguez. Compuesta por una sólida estructura y grandes dotaciones -desde tocones de madera hasta sofás de gran calidad- la cabaña resplandeció sobre el firme asiento que propiciaba el terreno colindante al Barranco del Lobo. Fue, ante todo, una fundación filosófica que ejercía su quehacer en el habitáculo propiciado por dicha cabaña y de espaldas al posmodernismo universitario. Sin embargo, a causa de las presiones burocráticas y políticas del Grupo Tragsa y de la Universidad Autónoma de Madrid 5, en complicidad con el Ayuntamiento, la cabaña se derribó el lunes del día 31 de septiembre de 2019.

## Flora

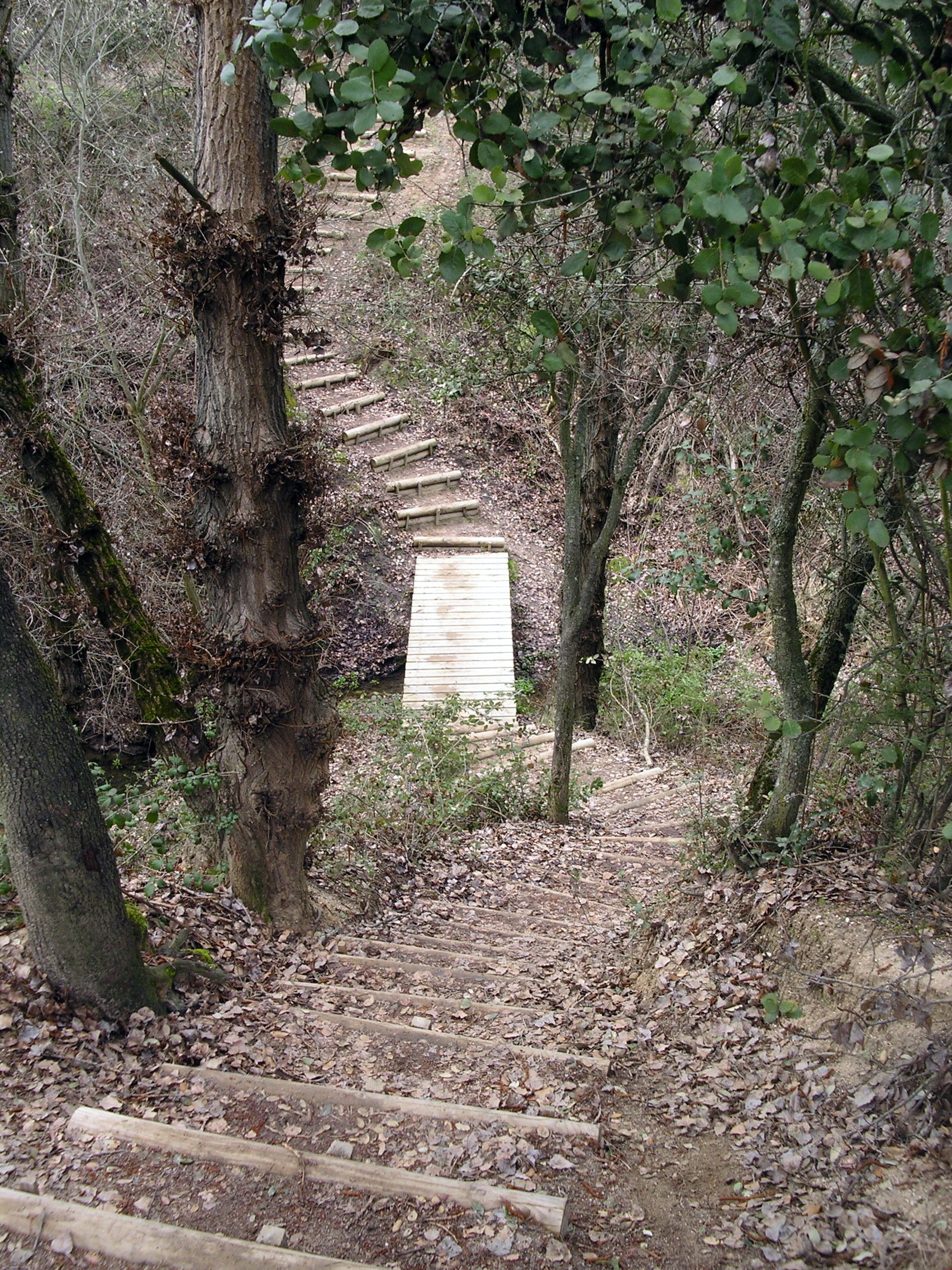
Zona de escalones próxima a un arroyo del monte de Valdelatas.

El monte de Valdelatas está compuesto por especies propias del bosque mediterráneo que, debido a la acción del ser humano y la existencia de arroyos, han permitido el desarrollo de tres áreas de formaciones vegetales diferentes: el encinar (asociado al jaral), pinares de pino piñonero (Pinus pinea) y pino rodeno (Pinus pinaster) y vegetación de ribera.
Además de encinas, también encontramos con un aspecto parecido, aunque menos abundante, el quejigo. De follaje no tan denso, sus hojas son semicaducas.
Asociados a la encina, aparecen especies como la jara pringosa, arbusto muy abundante que puede alcanzar los 2,5 metros de altura y que delata el estado de degradación del encinar, el torvisco, el cantueso, el tomillo e  incluso una especie de orquídea (Orchis morio).
Ocupando cerca de la mitad de la superficie del monte, se desarrollan los pinares: de pino piñonero (de aspecto robusto, con una copa esférica o aparasolada, y una corteza pardo-rojiza gruesa y escamosa) y de pino rodeno (de copa más irregular, corteza grisácea y más compacta). Los pinares existentes son fruto de reforestaciones llevadas a cabo a mediados del siglo XX.
En las proximidades de los arroyos, crecen alisos, fresnos, álamos blancos, sauces blancos y olmos, acompañados de rosales silvestres, zarzamoras, y otras especies espinosas que en muchos casos forman una barrera muy densa.

## Fauna
Entre los mamíferos abunda el conejo, y podemos encontrar liebres y pequeños roedores como el lirón careto, ardilla roja o ratón de campo. Ocasionalmente se pueden divisar zorros y jabalíes, procedentes de otras zonas boscosas de las proximidades como el Monte del Pardo o el Soto de Viñuelas.
Dentro de las aves son abundantes las palomas torcaces, urracas, y aves insectívoras como el carbonero común, el herrerillo, el pito real,  la oropéndola y la abubilla. También algunas rapaces como la lechuza, el mochuelo y el autillo.
Entre los reptiles significativos, los más abundantes son el lagarto ocelado, la culebra de escalera y la culebra bastarda.